# Juan Pablo de Anaya
Juan Pablo Agustín de Jesús Anaya, (Lagos, Jalisco, Nueva España, Imperio Español; 25 de junio de 1785-Lagos, México, 24 de agosto de 1850) fue un militar mexicano que alcanzó el grado de General. Nació el 25 de junio de 1785 en Lagos (hoy Lagos de Moreno), Jalisco, siendo hijo del matrimonio formado por Pablo Anaya González de Ruvalcaba y María de Jesús Hermosillo Álvarez-Tostado.
Participó en la guerra de Independencia de México. Durante la Presidencia de Manuel Gómez Pedraza se desempeñó como Secretario de Guerra y Marina del 8 al 31 de enero de 1833. Durante la Revolución federalista en Tabasco, en 1840, en compañía de tres buques de la armada de Texas, invadió Tabasco derrocándo al gobernador y se autonombró gobernador interino de Tabasco, convocando a la formación de una Junta Restauradora del Federalismo la cual nombró como gobernador a Agustín Ruiz de la Peña a quien le entregó el mando el 6 de diciembre de 1840, quedando Anaya como Comandante Militar del estado.
Sin embargo, al no cumplir con el acuerdo de pagarle a la armada de Texas por el apoyo brindado para el derrocamiento de José Ignacio Gutiérrez, provocó el bombardeo texano a la capital del estado.

## Guerra de Independencia de México
Siendo muy joven Juan Pablo de Anaya se unió a la lucha por la Independencia de México iniciada por Miguel Hidalgo y Costilla cuando éste llegó a Guadalajara en noviembre de 1810. El generalísimo le otorgó el rango de mariscal de campo. Participó en la batalla de Puente de Calderón en la que el ejército realista al mando de Calleja, derrotó a las tropas de Hidalgo, y acompañó a la expedición de retirada de los generales insurgentes hacia Saltillo.
Comandando a una parte de la tropa insurgente, derrotó a las fuerzas realistas en Piñoles. Más tarde, comandó a los 2 mil efectivos de su tropa hacia Michoacán, en conde comenzó a operar, colaborando en el sitio de Valladolid, del cual se tuvo que retirar para no ser derrotado, debido a que no le abastecieron de municiones oportunamente. Posteriormente, a lado del General Ignacio López Rayón, se dirigió a Zitácuaro en 1811 y a principios de 1812 marchó a Cuautla comisionado por la Junta de Zitácuaro para llevar refuerzos al General Morelos.

### Defensa de Nueva Orleans
En 1814 fue nombrado Comandante de la Provincia de Veracruz y unos meses después fue enviado por el Congreso Insurgente a Nueva Orleans en busca de ayuda. Durante su estancia en esa ciudad, colaboró en la defensa de la misma, cuando fue atacada por los ingleses, lo que le valió el reconocimiento de las autoridades, que en homenaje, le pusieron su nombre a una de las calles de la ciudad. Un año después, a finales de 1815 volvió a México sin apoyos, y se dirigió a Michoacán uniéndose a de nuevo a Rayón y posteriormente a Nicolás Bravo. En 1817 hechos prisioneros Rayón y Bravo, Anaya se acogió al indulto teniendo que elistarse en el ejército realista, aunque tuvo muy poca participación.
En 1821 volvió a las filas insurgentes y secundó el Plan de Iguala y la Junta de recompensas de 1823 le reconoció el grado de General de Brigada, ascendido después a General de División por el presidente Manuel Gómez Pedraza.
Pocos insurgentes tuvieron la fortuna de contar con las confianzas de tantos y diversos jefes notables como Miguel Hidalgo, Nicolás Bravo, Ignacio López Rayón, José María Morelos y otros más.

## Revolución federalista (1839 - 1841)
De acuerdo a la Constitución Centralista vigente desde 1835, el presidente Anastasio Bustamante, nombró a José Ignacio Gutiérrez, Gobernador del Departamento de Tabasco el 10 de agosto de 1837, lo que desató una guerra civil en el estado, entre centralístas y federalistas, estos últimos, tratando de recuperar el gobierno de Tabasco.
Al grito de "Federación o muerte" se inicia en Tabasco la llamada Revolución federalista. Los primeros alzamientos se registraron en 1839 en Jonuta, Macuspana y Tepetitán, a cuya cabeza estaba Fernando Nicolás Maldonado. Luego los alzamientos se expandieron a Teapa, Tacotalpa y Jalapa, y poco tiempo después a Cunduacán y la Chontalpa.
Fernando Nicolás Maldonado viajó a Campeche y Mérida, y se entrevistó con Juan Pablo de Anaya y Francisco de Sentmanat, y consiguió el apoyo del gobernador de Yucatán Juan de Dios Cosgaya lo que daría fuerza a los federalistas tabasqueños.
De esta forma, se formaron tres contingentes militares, uno comandado por Fernando Nicolás Maldonado, otro encabezado por Francisco de Sentmanat y el tercero, capitaneado por Juan Pablo de Anaya, quien sería nombrado Comandante de las fuerzas federalistas. Anaya entró al estado por le puerto de Guadalupe de la Frontera, el 7 de septiembre de 1840, en compañía del Almirante E. W. Moore quien comandaba tres buques de la armada texana y a quien convenció de apoyarlo para reistaurar el federalismo en Tabasco.
El contingente de Juan Pablo de Anaya y los tres barcos de la armada de Texas, remontaron el río Grijalva llegando a la capital del estado, sitiándola y bombardeándola. Francisco de Sentmanat entró con su contingente por el poniente de la capital, mientras que por otro de los lados lo hizo Fernando Nicolás Maldonado. Así, después de más dos meses de combates, el 17 de noviembre de 1840, las fuerzas federalístas entraban a la capital de Tabasco San Juan Bautista, derrocando al gobernador centralísta José Ignacio Gutiérrez, autonombrándose ese mismo día Anaya como gobernador provisional de Tabasco.

## Gobernador interino de Tabasco
Durante sugestión, Anaya formó una Junta Electorál Consultiva, que tendría la misión de elegir a un gobernador interino que se encargara de instaurar el federalismo en Tabasco llamando a nuevas elecciones. De esta forma, Anaya gobernó Tabasco hasta el 6 de diciembre de ese mismo año, fecha en que la Junta Electorál designó a Agustín Ruiz de la Peña como gobernador provisional de Tabasco. Después de entregar el gobierno a Ruiz de la Peña, Anaya fue nombrado Comandante General de Tabasco.

## Conflictos con la armada texana y gobernadores
Unos días después de la toma de posesión como gobernador de Agustín Ruiz de la Peña, se presentó en la capital del estado el Almirante E. W. Moore, quien comandaba los tres buques de la armada de Texas y que reclamaba el pago de 25 mil pesos por haber apoyado a Anaya en la instauración del federlísmo en Tabasco, y al no recibir el pago, inició el bombardeo de la capital del estado, lo que propició que Ruiz de la Peña, presentara su renuncia al cargo de gobernador el 14 de diciembre.
Por tal motivo, se hizo cargo del gobierno Pedro Requena Estrada, con quien Anaya, que había sido nombrado Comandante General de Tabasco, entraría en conflictos por jurisdicción. Estos conflictos, derivarían en la renuncia del gobernador Requena el 3 de enero de 1841.
Ante estos hechos, el Congreso del estado nombró como gobernador provisional a José Víctor Jiménez quien ocuparía el cargo el 4 de enero. Juan Pablo de Anaya también entraría en conflicto con el nuevo gobernador, orillándolo a renunciar a principios de marzo de ese año.

## Benemérito de Tabasco
El 17 de febrero de 1841, el Congreso Constitucional del Estado libre y soberano de Tabasco, decretó a Juan Pablo de Anaya como "ciudadano tabasqueño y "Benemérito del estado", y de esta forma "reconcoce los importantes servicios que le ha prestado a Tabasco en el restablecimiento de su libertad".

## Invasión a Chiapas
A mediados de 1841, Anaya salió de Tabasco con la intención de invadir y conquistar Chiapas. Advertido de sus intenciones, el entonces gobernador chiapaneco Ignacio Barberena, envió su ejército al encuentro de Anaya, al que enfrentó y posteriormente derrotó.

## Otros cargos
El presidente de la República Manuel Gómez Pedraza lo nombró Secretario de Guerra y Marina permaneciendo en el cargo del 8 al 31 de enero de 1833. En los últimos años de su vida, se desempeñó como Senador.
Retirado a la vida privada, falleció en su ciudad natal, Lagos (hoy Lagos de Moreno), Jalisco víctima del cólera morbus el 24 de agosto de 1850 a la edad de 66 años, dejando viuda a su esposa doña Merced Aguirre.